# Воднево
Воднево (укр. Водневе; до 2025 года — Ударное) — село в Кетрисановской сельской общине Кропивницкого района Кировоградской области Украины.
До 2020 года входило в Бобринецкий район
Население по переписи 2001 года составляло 9 человек. Почтовый индекс — 27261. Телефонный код — 5257. Занимает площадь 0,185 км². Код КОАТУУ — 3520882804.
В июне 2025 года, постановлением Верховной Рады Украины селу было присвоено название Воднево